# Beauvoir-de-Marc
Beauvoir-de-Marc település Franciaországban, Isère megyében. Lakosainak száma 1103 fő (2022. január 1.). Beauvoir-de-Marc Savas-Mépin, Charantonnay, Royas és Saint-Georges-d’Espéranche községekkel határos.

## Népesség
A település népességének változása:
| Lakosok száma | 448  | 706  | 803  | 1007 | 1088 | 1140 | 1121 | 1114 | 1111 | 1103 |
|               | 1968 | 1982 | 1990 | 2006 | 2013 | 2015 | 2017 | 2019 | 2020 | 2022 |